# Yan Huiqing
Yan Huiqing (idioma chino: 顏惠慶; Wade-Giles: Yen Hui-Ching) conocido también como W. W. Yen, fue un escritor, político y diplomático chino. Fue Presidente de la República de China en 1926 y cinco veces primer ministro de la República de China durante la década de 1920.
Nacido en Shanghái, se graduó en la Universidad de Virginia y fue profesor de idioma inglés en la Universidad St. John's de Shanghái antes de incursionar en la política. 
Fue nombrado primer ministro de la República de China en diciembre de 1921 (interino), de enero a abril de 1922 (interino), de junio a agosto de 1922, de septiembre a octubre de 1924 y de mayo a junio de 1926; en su último período como presidente del gobierno también fue presidente interino de la República de China. Su designación como presidente fue hecha por Wu Peifu, quien quería abrir el camino a la restauración de Cao Kun, pero no fue posible por disputas con Zhang Zuolin. Cuando Yan tomó el cargo de presidente de manera oficial, el renunció inmediatamente y nombró al ministro de la Marina Du Xigui como su sucesor.
A partir de noviembre, 1931 se desempeñó como embajador en Washington D. C. 
En enero de 1932, fue nombrado jefe de la representación de China en las delegaciones de la coalición internacional. 
En 1932 presentado el caso de la invasión japonesa en China ante la Sociedad de las Naciones insistó en sanciones contra Japón. 
En 1932, asistió a la Conferencia Internacional de Desarme en Ginebra. En esta ocasión, reabrió las relaciones con la Unión Soviética con un intercambio de notas con Maksim Litvínov después de la Conflicto sino-soviético (1929).
El 31 de enero de 1933 fue designado embajador en Moscú, en 1936 renunció por razones de salud, fue el primer embajador de la República de China ante la Unión Soviética. Durante la Segunda Guerra Mundial, tradujo y compiló el libro Stories of Old China en Hong Kong mientras estuvo bajo arresto domiciliario en 1942 durante la ocupación japonesa. En 1949 viajó a Moscú para buscar una solución en la guerra civil china.